# Eleonora Rohland
Eleonora Rohland (* 1980 in Arlesheim) ist eine Umwelt- und Klimahistorikerin.

## Leben
Von 2001 bis 2009 studierte sie an der Universität Bern neuere und neuste Geschichte, englische Linguistik und mittelalterliche Geschichte (2009 Licentiata Philosophiae Historiae bei Christian Pfister). Nach der Promotion 2014 an der Ruhr-Universität Bochum lehrte sie von 2015 bis 2019 als W1-Professorin für Verflechtungsgeschichte der Amerikas an der Universität Bielefeld. Nach der Zwischenevaluation/Habilitationsäquivalent der W1-Professur ist sie dort seit Oktober 2019 W2-Professorin für Allgemeine Geschichte unter besonderer Berücksichtigung der Verflechtungsgeschichte der Amerikas in der Vormoderne.
Ihre Forschungsschwerpunkte sind Verflechtungsgeschichte der Amerikas (Schwerpunkt Nordamerika und Karibik), 17. bis 19. Jahrhundert, Umwelt- und Klimageschichte, historische Katastrophenforschung, spanische und französische Kolonialgeschichte, Wissensgeschichte, Technikgeschichte und Wirtschaftsgeschichte, Versicherungsgeschichte.

## Schriften (Auswahl)
- Sharing the risk. Fire, climate and disaster. Swiss Re, 1864–1906. Lancaster 2011, ISBN 1-905472-13-7.
- Changes in the air. Hurricanes in New Orleans from 1718 to the present. Oxford 2019, ISBN 1-78533-931-1.
- mit Olaf Kaltmeier, Anne Tittor und Daniel Hawkins (Hg.): The Routledge handbook to the political economy and governance of the Americas. London 2020, ISBN 0-8153-5268-9.
- ¿Historia entrelazada y el medio ambiente? Transformaciones socioambientales en el Caribe, 1492–1800. Bielefeld 2020, ISBN 978-3-946507-57-4.